# Eufinger Straße 29 (Dauborn)

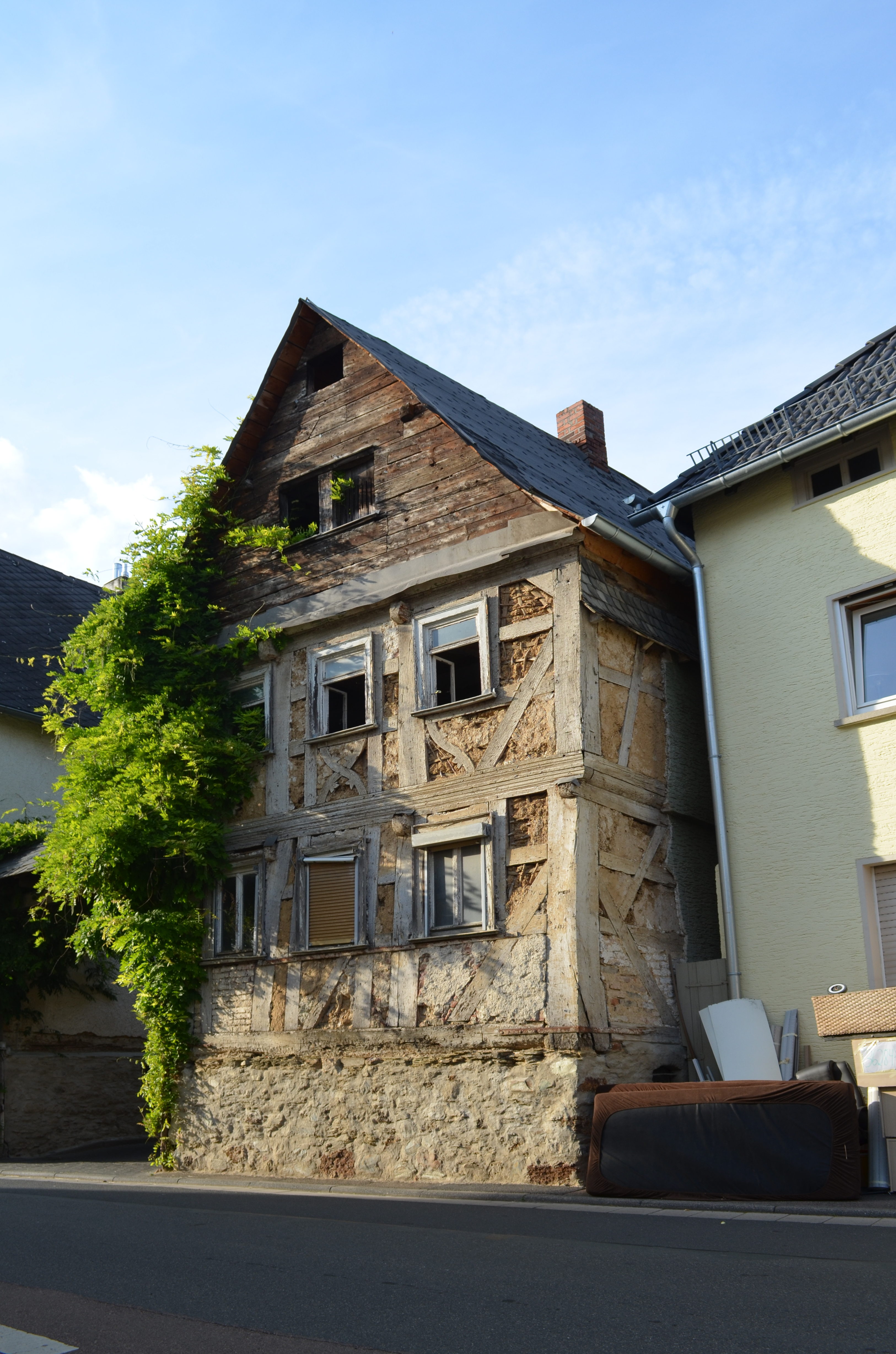
Gebäude Eufinger Straße 29 in Dauborn (2016)

Das Gebäude Eufinger Straße 29 in Dauborn, einem Ortsteil der Gemeinde Hünfelden im mittelhessischen Landkreis Limburg-Weilburg, wurde im 18. Jahrhundert errichtet. Das Wohnhaus im Ortszentrum von Eufingen ist ein geschütztes Kulturdenkmal.
Das giebelständige Fachwerkhaus über einem kellerähnlichen Sockel hat hohe Stockwerksproportionen und seitliche Geschossüberstände. Der ursprüngliche Sichtfachwerkbau wurde nachträglich verputzt und mit größeren, dreiachsig angeordneten Fenstern versehen. 
Das Gebäude ist der wichtigste Bau der aus größeren Häusern bestehenden Nordzeile der Eufinger Straße.